# بيراوستا بوربوراليس
بيراوستا بوربوراليس (بالإنجليزية: Pyrausta purpuralis)‏ هي نوع من العث من فصيلة عثث العشب. وقد وصفه كارل لينيوس في الطبعة العاشرة من كتابه النظام الطبيعي عام 1758.

## التواجد الجغرافي
تتواجد في قارة أوروبا.

## الصفات
يبلغ طول جناحيها حوالي 20 مم. الأجنحة الأمامية أرجوانية، ممزوجة إلى حد ما بالرمادي الداكن؛ العلامات أصفر مائل للصفرة، ذات حواف سوداء؛ لفافة مائلة بالقرب من القاعدة، لا تصل إلى الضلع؛ بقعة في منتصف القرص؛ لفافة غير منتظمة بعد الوسط، مقسمة أحيانًا إلى ثلاث بقع؛ وأحيانًا خط تحت الطرف، لا يصل إلى القمة. الأجنحة الخلفية سوداء، القاعدة أحيانًا مشبعة باللون الأصفر المائل للبياض؛ بقعة قرصية ولفافة منحنية بعد الوسط بيضاء صفراء؛ وأحيانًا خط تحت الطرف أبيض أصفر، وأحيانًا أرجواني في المنتصف. اليرقة رمادية داكنة؛ الخطوط الظهرية والحلقية صفراء؛ البقع سوداء، ذات حواف بيضاء.

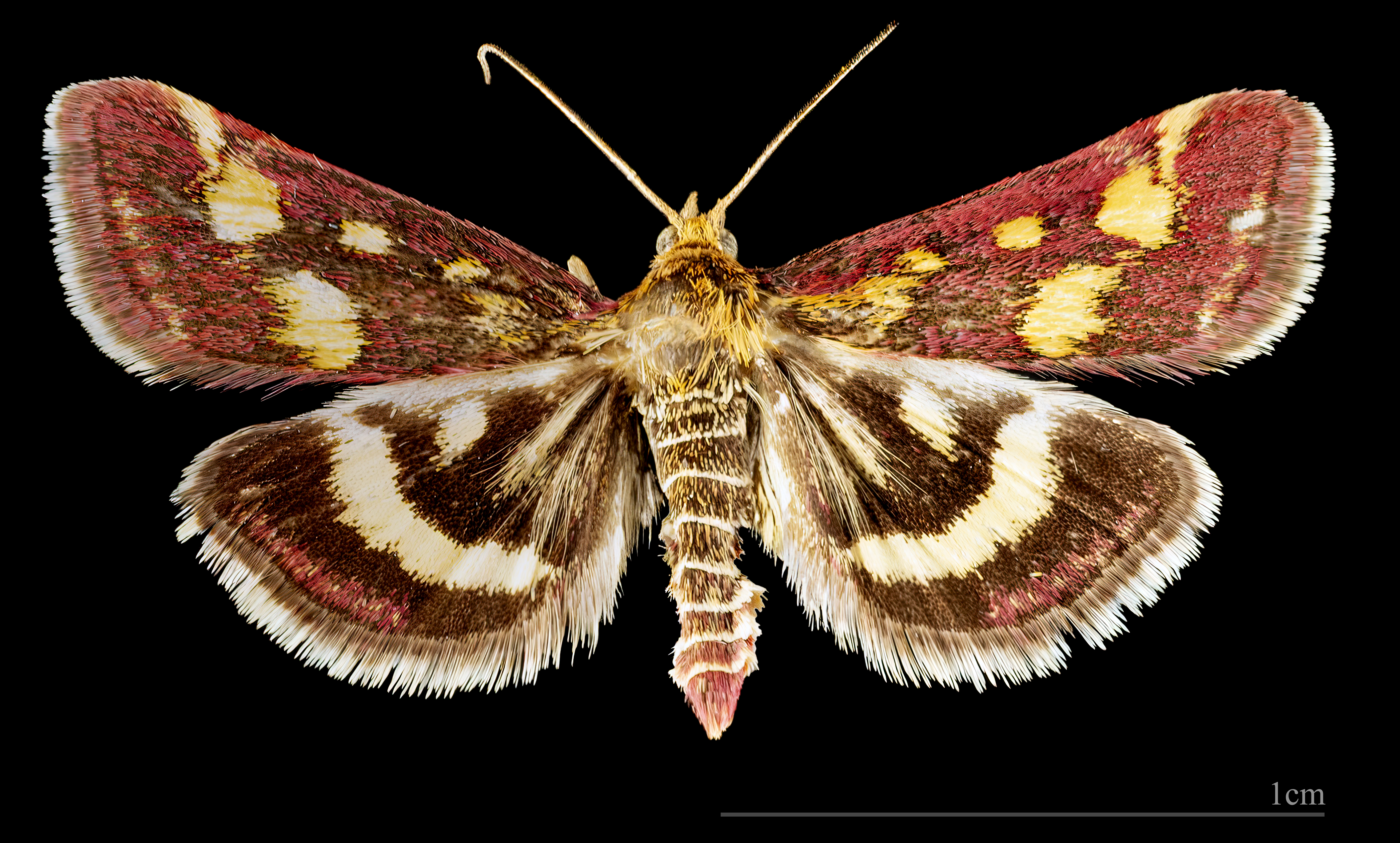
بيراوستا بوربوراليس ♂
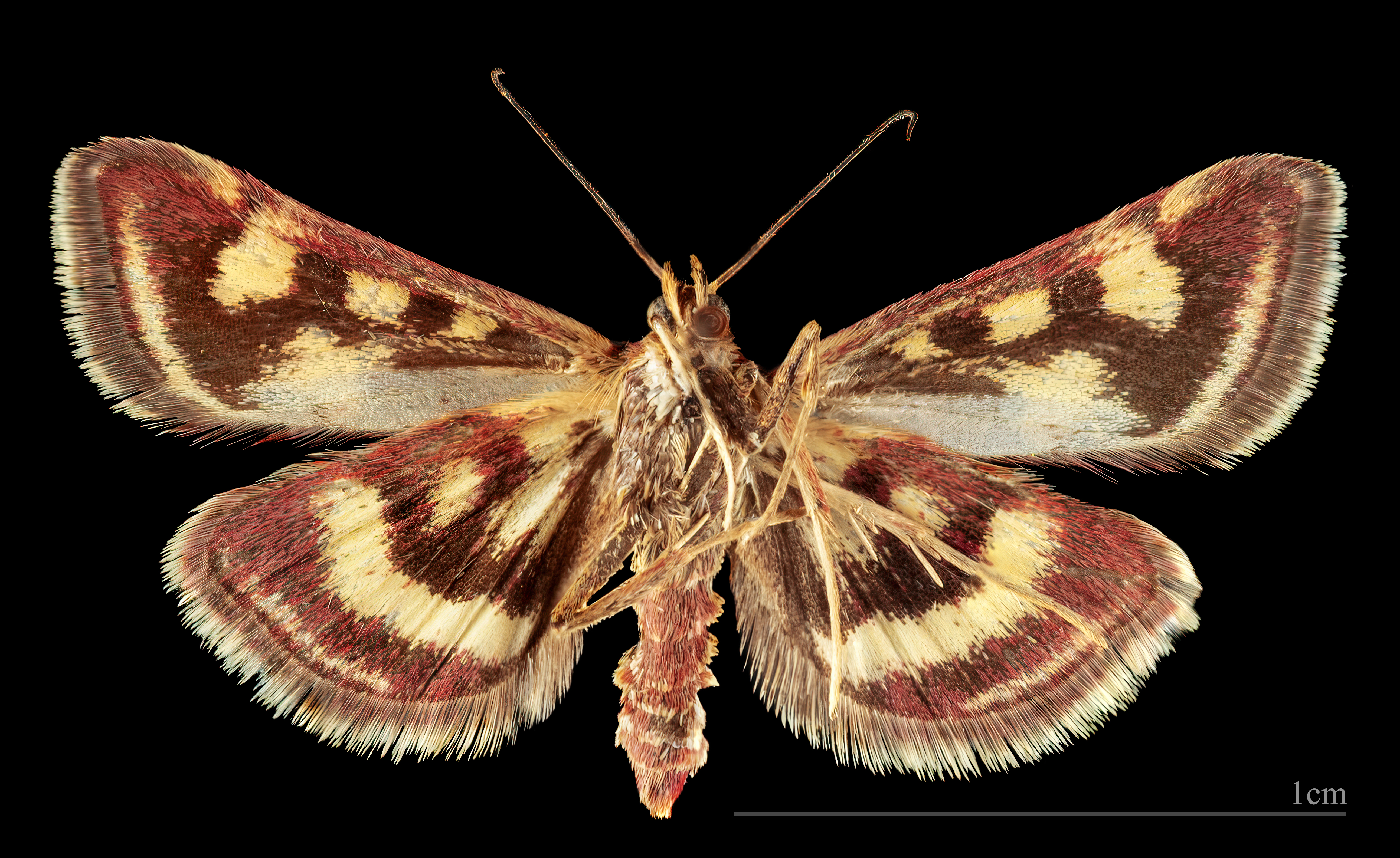
بيراوستا بوربوراليس ♂ △

## علم الأحياء
تطير العثة من شهر مايو إلى سبتمبر حسب الموقع، وتكون نشطة أثناء النهار.
تتغذى اليرقات على النعناع.